# Anjos na arte

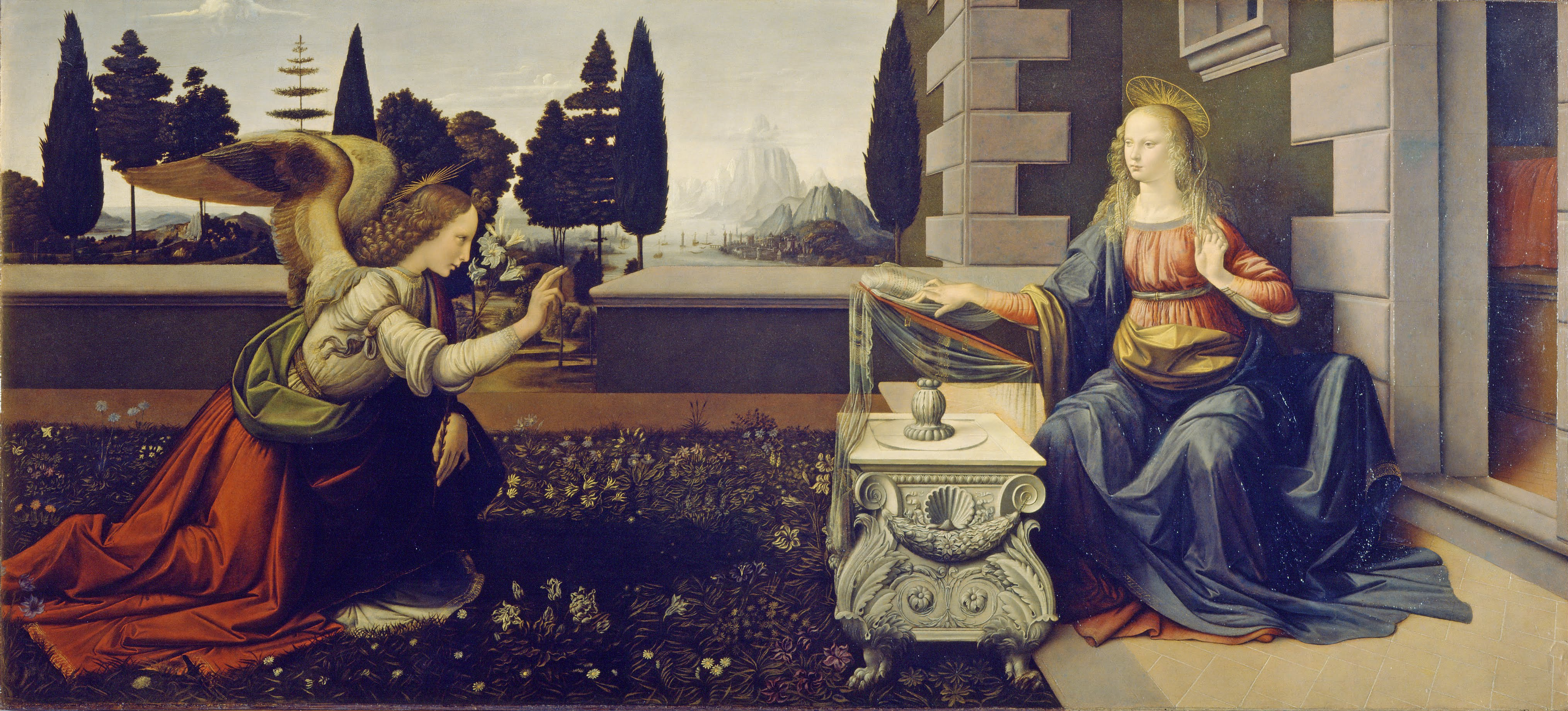
Leonardo da Vinci - A Anunciação

Anjos aparecem em obras de arte desde a arte cristã primitiva e têm sido um tema popular para pinturas e esculturas bizantinas e europeias.
Normalmente dotados de asas na arte, os anjos são geralmente pretendidos, tanto na arte cristã quanto na islâmica, a serem belos, embora várias representações busquem atributos mais inspiradores ou assustadores, notavelmente na representação de criaturas vivas (que têm características bestiais), ofanim (que são rodas) e querubins (que têm características de mosaico). Como uma questão de teologia, eles são seres espirituais que não comem ou excretam e não têm gênero. Muitas representações históricas de anjos podem parecer aos olhos modernos serem classificadas como masculinas ou femininas por suas roupas ou ações, mas até o século XIX, mesmo as de aparência mais feminina normalmente não tinham seios, e as figuras normalmente deveriam ser consideradas sem gênero. Na arte do século XIX, especialmente na arte funerária, essa convenção tradicional às vezes é abandonada. A falta de gênero era para permitir que essas criaturas aladas fossem relacionáveis a ambos os gêneros.
Anjos, na história da arte, têm sido representados de formas variadas e evolutivas, refletindo tanto o imaginário religioso quanto cultural de cada época. São entidades divinas e simbólicas que permeiam o Ocidente e têm origem nos textos sagrados e apócrifos, principalmente na tradição judaico-cristã e islâmica. A iconografia angélica começou a se consolidar ainda na Antiguidade Tardia, e sua imagem ganhou uma forma característica com a iconografia cristã.

## Arte Cristã

### Na Igreja Primitiva
A representação de anjos na Arte Cristã Primitiva é um tema que reflete as complexas interações entre as tradições artísticas e religiosas do mundo greco-romano e as novas expressões do cristianismo emergente. Os anjos, como figuras espirituais mensageiras, possuem um simbolismo profundo na iconografia cristã, especialmente como intermediários entre Deus e a humanidade.
Nos primeiros séculos do cristianismo, a arte cristã era amplamente influenciada pelas tradições iconográficas greco-romanas e judaicas. A ideia de seres alados não era exclusiva do cristianismo; figuras semelhantes, como Niké (a personificação da vitória) na arte greco-romana, influenciaram a visualidade inicial dos anjos. Já no judaísmo, os anjos eram descritos como mensageiros celestes, mas não tinham uma representação visual clara.
Na arte cristã primitiva, especialmente em catacumbas e sarcófagos, os anjos eram representados de forma discreta, muitas vezes como jovens sem asas, refletindo a ênfase da época em simbolismo sobre realismo. Um exemplo são as cenas de anunciações e visões celestiais, onde os anjos aparecem como figuras humanas idealizadas, representando a pureza e o poder divino.
Ideias específicas sobre como retratar anjos começaram a se desenvolver na Igreja primitiva. Como os anjos são definidos como espíritos puros, a falta de uma forma definida permitiu aos artistas ampla latitude para a criatividade. Daniel 8:15 descreve o Anjo Gabriel como aparecendo na "semelhança do homem" e em Daniel 9:21 ele é referido como "o homem Gabriel". Tais descrições antropomórficas de um anjo são consistentes com descrições anteriores de anjos, como em Gênesis 19:5. Eles eram geralmente retratados na forma de jovens.
A mais antiga imagem cristã conhecida de um anjo, no Cubicolo dell'Annunziazione na Catacumba de Priscila, que é datada de meados do século III, é uma representação da Anunciação na qual o Anjo Gabriel é retratado sem asas. Representações de anjos em sarcófagos e em objetos como lâmpadas e relicários daquele período também os mostram sem asas, como por exemplo o anjo na cena do Sacrifício de Isaac no Sarcófago de Júnio Basso.
Em um afresco do século III das crianças hebraicas na fornalha, no cemitério de Santa Priscila, uma pomba toma o lugar do anjo, enquanto uma representação do mesmo tema do século IV, no coemeterium maius, substitui a Mão de Deus pelo mensageiro celestial.
A representação mais antiga conhecida de anjos com asas está no que é chamado de Sarcófago do Príncipe, descoberto em Sarigüzel, perto de Istambul, na década de 1930, e atribuído à época de Teodósio (379–395). Anjos alados voadores, muitas vezes em pares flanqueando uma figura ou sujeito central, são derivações em termos visuais de pares de Vitórias aladas na arte clássica.
Neste mesmo período, São João Crisóstomo explicou o significado das asas dos anjos: "Elas manifestam a sublimidade de uma natureza. É por isso que o Anjo Gabriel é representado com asas. Não que os anjos tenham asas, mas para que saibais que eles deixam as alturas e as moradas mais elevadas para se aproximarem da natureza humana. Consequentemente, as asas atribuídas a esses poderes não têm outro significado senão indicar a sublimidade de sua natureza."

### Na Arte Bizantina

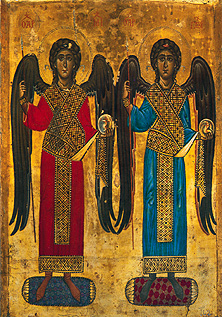
Ícone do século XII do Arcanjo Miguel e do Arcanjo Gabriel vestindo o loros.

A representação de anjos na Arte Bizantina reflete um profundo desenvolvimento teológico e estilístico, marcado por um simbolismo rico e uma estética espiritualizada. Influenciada pela herança da arte cristã primitiva e pelos princípios do Império Bizantino, a iconografia dos anjos evoluiu para representar de forma mais complexa e visualmente impactante seu papel como mensageiros e guardiões divinos.
A Arte Bizantina, nas representações destes seres angelicais, encapsula a relação simbólica entre o humano e o divino, criando figuras que não apenas transmitem mensagens celestiais, mas também personificam a glória e a majestade do reino de Deus. Combinando tradição e inovação, a arte bizantina definiu uma iconografia que influenciaria profundamente a arte cristã em todo o mundo ortodoxo e além.

#### Características gerais
Na Arte Bizantina, os anjos são figuras altamente idealizadas, marcadas por:
- Aparência jovem e andrógina: Representados frequentemente como figuras de beleza celestial, com feições serenas e simétricas, simbolizando a pureza espiritual.
- Vestes luxuosas: Suas roupas, inspiradas nas vestes cerimoniais do Império Bizantino, eram decoradas com ouro e pedras preciosas, reforçando sua conexão com a corte celestial.
- Asas elaboradas: As asas são uma característica central, amplamente detalhadas para simbolizar sua natureza espiritual e sua função como intermediários entre o céu e a terra.
- Halos: Anjos geralmente são retratados com halos dourados, destacando sua santidade e proximidade com Deus.

### Na Arte Medieval
Na Arte Medieval, as representações de anjos tornaram-se centrais na iconografia cristã, refletindo tanto os princípios teológicos da época quanto as mudanças estilísticas do período. Desde os manuscritos iluminados até os vitrais das catedrais góticas, os anjos eram retratados como figuras celestiais que desempenhavam papéis importantes na narrativa sagrada, enquanto sua aparência e simbolismo evoluíram para atender às demandas espirituais e artísticas de cada era.
A representação de anjos na Arte Medieval ilustra o papel central dessas figuras na espiritualidade e na cultura visual da época. De guardiões a mensageiros e participantes do juízo divino, os anjos foram retratados de forma cada vez mais elaborada e simbólica, acompanhando o desenvolvimento das técnicas artísticas e o aprofundamento da teologia medieval. Suas representações refletem não apenas as crenças religiosas, mas também a busca artística pela transcendência e pelo divino.

#### Características Gerais
Os anjos na arte medieval são caracterizados por sua aparência idealizada e simbólica. Elementos comuns incluem:
- Asas elaboradas: Frequentemente coloridas e detalhadas, as asas tornaram-se símbolos de sua natureza celestial e da rapidez de seu serviço divino.
- Halos dourados: Indicam sua santidade e proximidade com Deus.
- Vestes litúrgicas: Refletem o simbolismo de pureza, autoridade espiritual e associação com os ritos sagrados.
- Postura reverente: Muitas vezes retratados em atos de adoração ou transmissão de mensagens divinas.

### Na Arte Renascentista

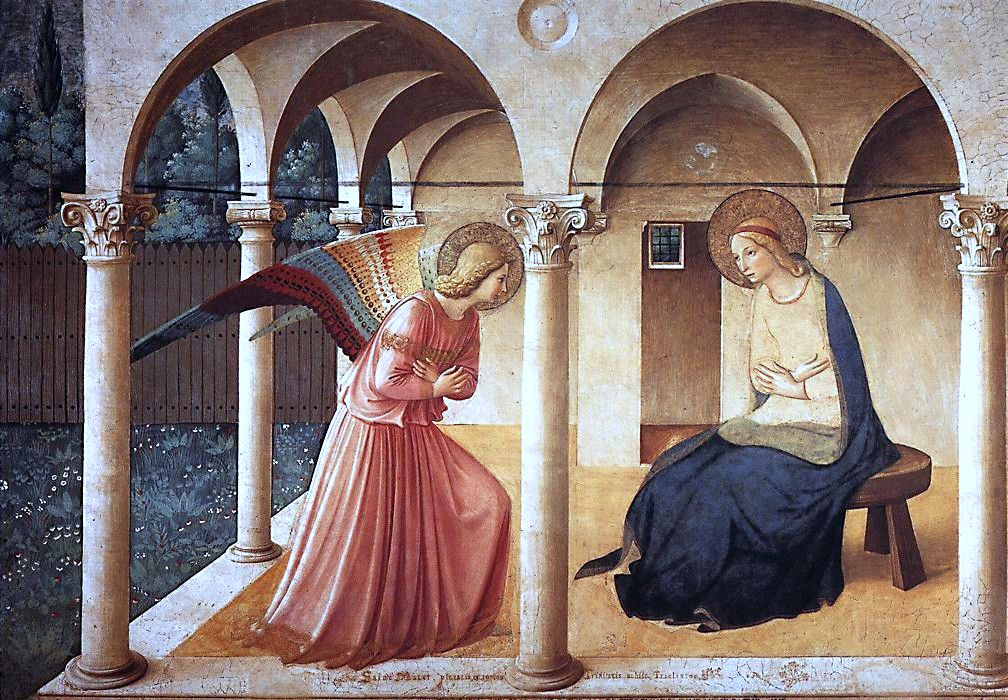
Fra Angelico, A Anunciação

Na Arte do Renascimento, as representações de anjos alcançaram novos níveis de sofisticação, influenciadas pela redescoberta dos ideais clássicos e pela contínua ênfase na espiritualidade cristã. Durante esse período, os artistas buscaram combinar a reverência pelo divino com a exploração do naturalismo, resultando em representações angelicais que eram simultaneamente etéreas e humanizadas.
A arte renascentista transformou as representações de anjos, tornando-as mais humanas e esteticamente refinadas, sem abandonar sua carga espiritual. Ao combinar naturalismo e idealização, os artistas do Renascimento criaram imagens angelicais que refletiam tanto as aspirações celestiais quanto os ideais culturais de seu tempo, resultando em obras que continuam a inspirar admiração.
Na simbologia teológica, durante o Renascimento, os anjos continuaram a desempenhar papéis teológicos importantes, mas também adquiriram significados mais universais: como mediadores entre o céu e a terra, simbolizavam a busca do Renascimento por unir o divino e o humano e
representavam virtudes, como pureza e sabedoria, muitas vezes incorporadas em alegorias.

#### Características Gerais
Os anjos na Renascença passaram por uma transformação estilística e simbólica:
- Humanização: Abandonando a rigidez medieval, os anjos adquiriram proporções anatômicas mais realistas, expressões emocionais e movimentos dinâmicos.
- Idealização clássica: Inspirados pela arte greco-romana, os anjos foram retratados como figuras de beleza perfeita, com corpos elegantes e musculaturas suaves.
- Roupas e asas elaboradas: Suas vestes frequentemente esvoaçantes são pintadas com detalhes minuciosos, enquanto as asas tornam-se elementos altamente decorativos.
- Gestos graciosos: Anjos na Renascença frequentemente apresentam gestos refinados, em sintonia com a linguagem corporal humanista.

### Na Arte Moderna
Na Arte Moderna, as representações de anjos sofreram transformações profundas, refletindo as mudanças culturais, filosóficas e artísticas dos séculos XIX e XX. Com o declínio do poder da Igreja como principal comissionadora de arte e o surgimento de novas correntes estéticas, os anjos deixaram de ser exclusivamente símbolos religiosos para assumir papéis mais abstratos, alegóricos e até pessoais. Os anjos transcenderam suas raízes religiosas para se tornarem símbolos de introspecção, questionamento e renovação. Diversos movimentos artísticos interpretaram essas figuras sob novas perspectivas, explorando sua complexidade e relevância em um mundo em transformação. Como metáforas do espiritual e do humano, os anjos continuaram a inspirar e desafiar a imaginação artística.

#### Mudanças na Iconografia Angelical
A abordagem moderna para os anjos divergiu significativamente das tradições anteriores:
- Humanização profunda: Anjos começaram a ser representados como figuras humanas comuns, sem as características tradicionais, como asas ou halos, sugerindo sua presença mais simbólica do que literal.
- Exploração psicológica: Tornaram-se representações de estados emocionais ou espirituais, refletindo temas de transcendência, dúvida ou redenção.
- Simbologia múltipla: Os anjos foram reinterpretados como arquétipos universais, em diálogo com questões sociais, filosóficas ou existenciais.

#### Estilos e Correntes Artísticas
1. Romantismo (finais do século XVIII ao XIX):
O Romantismo resgatou os anjos como figuras de transcendência e emoção intensa, frequentemente associados à natureza e à espiritualidade pessoal.
Exemplo: William Blake, em suas ilustrações visionárias, retratou anjos como entidades etéreas conectadas à espiritualidade individual, como em "Jacob’s Ladder" (1805).
2. Simbolismo (fim do século XIX):
Os simbolistas exploraram os anjos como metáforas para o inconsciente, a morte e o sonho.
Exemplo: Odilon Redon frequentemente retratou anjos envoltos em mistério e introspecção, como em suas gravuras etéreas.
3. Modernismo (início do século XX):
O Modernismo reinterpretou os anjos em contextos inovadores, abandonando a iconografia religiosa tradicional em favor de formas abstratas e ideias universais.
Exemplo: Marc Chagall frequentemente incluiu anjos em suas obras, como "A Queda do Anjo" (1923-1947), onde combinou misticismo judaico e cristão com eventos históricos, como a perseguição aos judeus.
4. Surrealismo:
Os surrealistas usaram os anjos como representações do inconsciente e do sobrenatural.
Exemplo: Salvador Dalí introduziu anjos em composições oníricas e psicológicas, como em "O Anjo de Port Lligat" (1952), reinterpretando o anjo como uma figura entre o sagrado e o surreal.
5. Expressionismo e Arte Abstrata:
No Expressionismo e na Arte Abstrata os anjos tornaram-se formas abstratas, representações de luz, energia ou movimento.
Exemplo: Wassily Kandinsky evocou o espiritualismo em obras como "Composição VII" (1913), onde formas abstratas sugerem presenças angelicais.

### Na Arte Contemporânea
Na Arte Contemporânea, as representações de anjos refletem a diversidade de abordagens artísticas e a multiplicidade de contextos culturais e filosóficos que caracterizam a produção do final do século XX e início do século XXI. Diferentemente dos períodos anteriores, onde os anjos eram frequentemente vinculados a narrativas religiosas específicas, na contemporaneidade eles assumem significados variados, sendo ressignificados como símbolos de transcendência, metáforas culturais ou críticas sociais. Os anjos não são mais representados como mensageiros divinos convencionais. Eles se transformaram em símbolos multifacetados que dialogam com as questões do presente, desde a espiritualidade individual até críticas sociais e políticas. Utilizando diversas mídias e abordagens, os artistas contemporâneos reinterpretam os anjos como figuras que transcendem a religiosidade, promovendo reflexões sobre o papel do humano e do transcendente em um mundo em constante mudança.

#### Características Gerais
- Descentralização do contexto religioso:

Os anjos contemporâneos nem sempre se relacionam com a teologia cristã. Em vez disso, frequentemente simbolizam conceitos universais, como espiritualidade, proteção, metamorfose ou vigilância.
- Exploração crítica e política:

Em tempos de globalização e tensão social, os anjos são usados como críticas às estruturas de poder, à guerra e à perda de humanidade.
- Hibridismo estético:

As representações misturam técnicas tradicionais, como pintura e escultura, com novas mídias, como instalações, fotografia e arte digital.
- Narrativas pessoais:

Muitos artistas abordam os anjos como reflexos de questões subjetivas, como memória, perda e identidade.